# Aşağısöğütlü, Besni
Aşağısöğütlü là một xã thuộc huyện Besni, tỉnh Adıyaman, Thổ Nhĩ Kỳ.